# Ophryotrocha globopalpata
Ophryotrocha globopalpata är en ringmaskart som beskrevs av Blake och Hillbig 1990. Ophryotrocha globopalpata ingår i släktet Ophryotrocha och familjen Dorvilleidae. Inga underarter finns listade i Catalogue of Life.